# Миллер, Джейми
Джейми Миллер (англ. Jamie Miller; род. 9 сентября 1997, Кардифф, Уэльс) — британский певец и автор песен. Он участвовал в программе «The Voice UK» в 2017 году, где занял третье место. Вслед за The Voice он подписал контракт с Atlantic Records и в настоящее время работает над своим дебютным альбомом.

## Биография
Миллер родился в Кардифф, Уэльс. Он начал петь, когда ему было всего пять лет. Подростком он размещал каверы и оригинальную музыку в своем аккаунте на YouTube.

### Карьера
Миллер зарегистрировался в «The X Factor UK», но, к сожалению, не прошел прослушивание. В 2017 году Миллер попробовал еще один шанс, присоединившись к прослушиванию «The Voice UK» в его шестом сезоне. Он успешно прошел прослушивание и сразу был выбран в команду Дженнифер Хадсон. После прихода в «Голос» он всегда проходил различные отборы, начиная от слепого прослушивания, баттл-тура, живого выступления, полуфинала и финала. Он занял первые 3 позиции в финальном эпизоде.
В 2020 году, когда он выпустил свой первый сингл «City That Never Sleeps» в июле 2020 года.
Затем Миллер выпустил свои следующие синглы, такие как «Onto Something» (2020), «Hold You ‘Til We’re Old» (2021) и «Here’s Your Perfect» (2021).
В 2022 году Миллер еще больше отточил свой поп, R&B и соул-конфессиональное написание песен на своем первом EP «Broken Memories».

## Дискография

### Альбомы
- «Broken Memories» (2022)

### Синглы
- «The City That Never Sleeps» (2020)
- «All I Want for Christmas Is You» (2020)
- «Onto Something» (2020)
- «Hold You 'Til We're Old» (2021)
- «Here's Your Perfect» (2021)
- «Running Out of Roses» (с Алан Уокер) (2021)
- «I Lost Myself In Loving You» (2022)
- «Last Call» (2022)